# Begrotingstekort
Een begrotingstekort ontstaat als de uitgaven (aflossing inbegrepen) van de Rijksoverheid (in Nederland) of de Belgische Staat in een jaar hoger liggen dan de inkomsten.

## Begrip
De inkomsten van de overheden bestaan uit de heffing van directe en indirecte belastingen, en niet-belastingontvangsten, denk hierbij aan dividenden uit staatsdeelnemingen en in Nederland ook aardgasbaten. De uitgaven bestaan uit de bestedingen van de ministeries.
Het ministerie van Financiën financiert de staatsschuld door de uitgifte van obligaties op de kapitaalmarkt. Aan het eind van de looptijd moet een obligatielening worden afgelost. Als de overheidsuitgaven hoger zijn dan de inkomsten, dan moet het af te lossen bedrag opnieuw geleend worden. Ook de aflossingen die gedaan worden op de staatsschuld behoren tot de uitgaven.
In de Miljoenennota die in Nederland op Prinsjesdag wordt gepubliceerd, wordt een begroting van inkomsten en uitgaven voor het volgende jaar gepresenteerd. De Najaarsnota geeft een tussentijds overzicht van het lopende begrotingsjaar.
Het begrotings- en het financieringstekort worden vaak vermeld als percentage van het bruto binnenlands product (bbp). Doordat het bbp op de middellange termijn door verschillende factoren toeneemt, neemt de relatieve staatsschuld af wanneer de absolute staatsschuld constant blijft.
Het begrotingstekort wordt ook wel de financieringsbehoefte genoemd. Het begrotingstekort wordt vaak verward met het financieringstekort en het overheids- of EMU-tekort.

## Financieringstekort
Er is sprake van een financieringstekort als de lopende uitgaven van het Rijk hoger zijn dan de inkomsten. De aflossingen op de staatsschuld worden dan niet meegerekend. Door het financieringstekort neemt de staatsschuld toe. In de politieke besluitvorming speelt het financieringstekort een grotere rol dan het begrotingstekort.
Als de lopende uitgaven lager zijn dan de inkomsten, dan is er sprake van een financieringsoverschot. In dit geval neemt de staatsschuld af.
|                                  | voorbeeld 1   | voorbeeld 2     |
| -------------------------------- | ------------- | --------------- |
| inkomsten                        | 200 mld       | 200 mld         |
| uitgaven exclusief aflossingen   | 205 mld       | 195 mld         |
| financieringsoverschot / -tekort | tekort 5 mld  | overschot 5 mld |
| aflossingen                      | 20 mld        | 20 mld          |
| begrotingsoverschot / -tekort    | tekort 25 mld | tekort 15 mld   |

## Overheids- of EMU-tekort
Het Stabiliteits- en Groeipact, ingesteld door het in werking treden van de EMU stelt verschillende restricties aan het beleid van overheden met betrekking tot stabiliteit van de euro. De regels hebben betrekking op zaken die een verhogende invloed hebben op inflatie, zoals overheidsbestedingen, aangezien eurolanden geen invloed hebben op monetair beleid (dit wordt nu geregeld door de Europese Centrale Bank).
De EMU staat een overheidstekort toe van niet meer dan 3% van het bbp. Dit tekort bestaat uit een mogelijk financieringstekort, de saldi van begrotingen van lagere overheden en sociale fondsen.
Daarnaast dienen EMU-landen een staatsschuld van niet meer dan 60% van het bbp te hebben, of een percentage dat deze waarde in een bevredigend tempo nadert. Beide eisen zijn in 2000 versoepeld onder druk van Duitsland en Frankrijk met de argumentatie dat het beperken van extra overheidsuitgaven tijdens laagconjunctuur de economische groei afremt.

### Ontwikkeling
In 2007 hadden de Eurolanden een begrotingstekort van 0,6%, een historisch laagterecord. Voor alle EU-landen gezamenlijk bedroeg dit tekort 0,9%. In 2004 was dit nog 2,9% en 2,8% respectievelijk. De totale overheidsschuld bedroeg in 2007 in totaal 66,3% van het gezamenlijke bbp in de eurolanden en 58,7% in de EU-landen gezamenlijk.
Door de coronapandemie bereikte het begrotingstekort een recordhoogte van 7,0% voor de landen in de eurozone en 6,7% voor alle EU-landen. Dit werd mede veroorzaakt door de daling van het bbp in dat jaar. In 2023 was dit verbeterd tot 3,6% en 3,5% respectievelijk, maar nog altijd hoger dan de genoemde 3%.
Als een gevolg van de financiële crisis in 2008 stegen de tekorten en daarmee de staatsschuld. Eind 2014 werd een hoogtepunt bereikt met een schuld van 87,2% van het bbp en daalde nadien tot 77,8% van het bbp per jaarultimo 2019. De coronapandemie zorgde weer voor een ommekeer en de staatsschuld steeg bijzonder sterk tot 90,0% van het bbp in een jaar tijd. Tussen eind 2020 en eind 2023 daalde de staatsschuld met 8,3 procentpunten tot 81,7% van het bbp.

## Relatie tot andere macro-economische grootheden
De belangrijkste inkomstenbronnen voor de centrale overheid vormen de loonbelastingen en de btw. Aan de andere kant heeft de overheid uitgaven en keert het geld weer terug in de samenleving. Je kunt dan ook van een kringloop van geld spreken, maar dit proces wordt door twee oorzaken onderbroken. De eerste is het saldo van de financiële relaties met het buitenland: als er geld naar het buitenland wegvloeit dan verliest de overheid haar grip daarop. Als er geld van het buitenland binnenkomt, stapelt het geld zich bij de overheid op. In de Nederlandse situatie vloeit er al jarenlang geld vanuit het buitenland naar Nederland, voornamelijk door het zeer grote saldo op de buitenlandse handel. Men zou dan ook verwachten dat Nederland al jarenlang een groot overheidsoverschot zou hebben en dat er geen staatsschuld zou zijn. Er is echter een tweede oorzaak voor het niet terugvloeien van geld naar de overheid, namelijk de besparingen. Door de besparingen wordt het geld niet langer uitgegeven en kan de overheid het niet meer bij transacties afromen. Nederland heeft door het in de wereld unieke pensioenstelsel op basis van reserveringen ongeëvenaard hoge besparingen. De besparingen in Nederland vormen een stille reserve voor de overheid, immers zodra de besparingen worden uitgegeven, zal het geld weer naar de overheid beginnen te vloeien. In het hypothetische geval dat de besparingen ongedaan worden gemaakt, zal dat geld zich in twee ongelijke parten verdelen: een grootste deel dat naar de overheid vloeit en een kleiner deel dat naar het buitenland wegvloeit. In die situatie zal de staatsschuld zijn omgeslagen in een zeer groot positief bezit.
Statistisch gezien is het begrotingstekort ruwweg het verschil tussen het saldo van de betalingsbalans en de nationale besparingen. Dit verschil wordt, zoals internationaal afgesproken, door het Centraal Bureau voor de Statistiek bij het opstellen van de Nationale Rekeningen gebruikt om het begrotingstekort definitief te bepalen. Opmerkelijk is dat bij deze internationale definitie de inkomsten noch de uitgaven van de overheid een rol spelen.

## Voetnoten
1. ↑  (en) Government finance statistics. Eurostat. Geraadpleegd op 16 februari 2025.
2. ↑  (en) Structure of government debt. Eurostat. Geraadpleegd op 16 februari 2025.